# Cultura Herrera

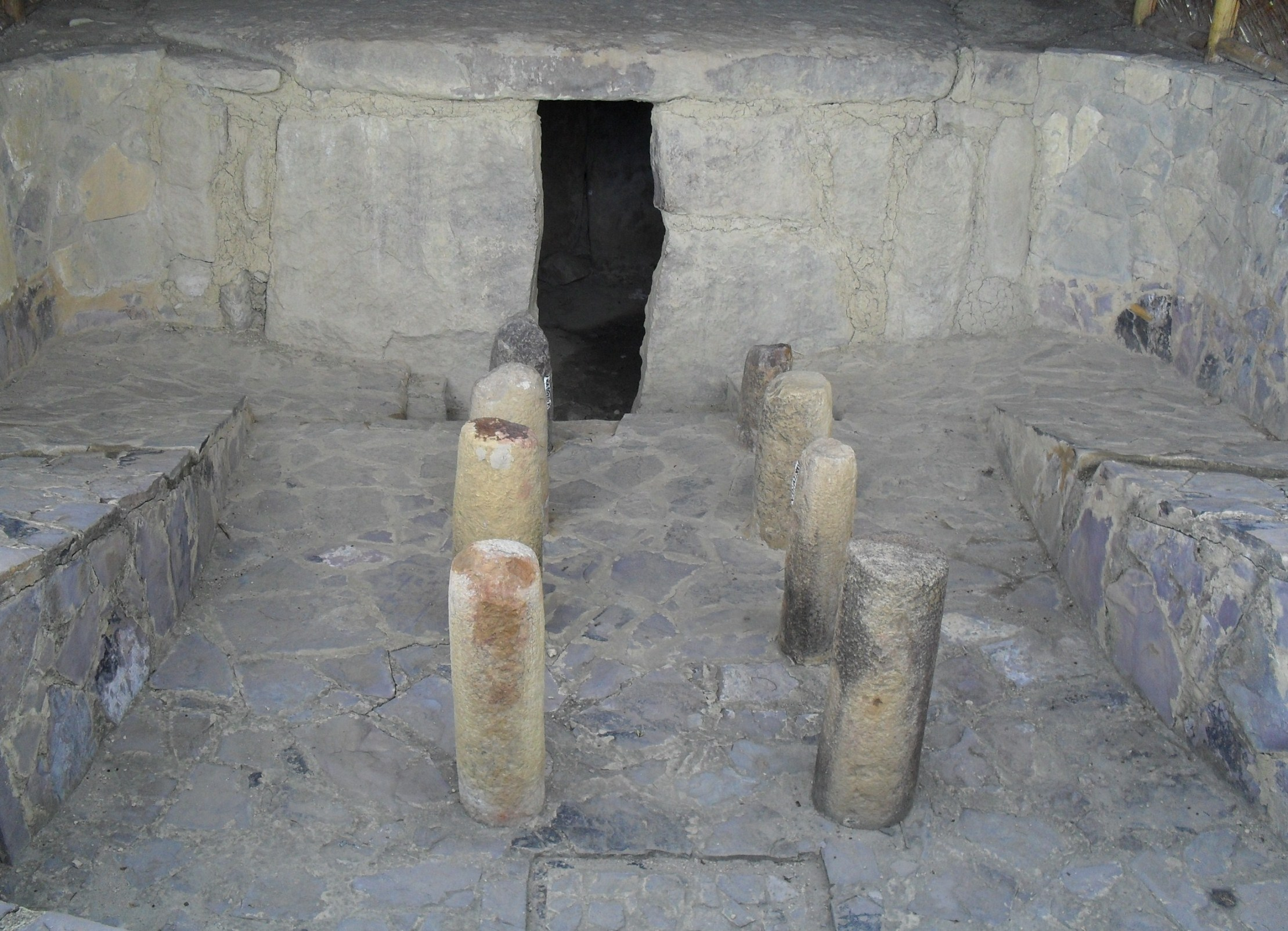
Tumba dolménica del Parque Arqueológico de Monquirá, Cultura de Herrera.

Herrera es el nombre del periodo de desarrollo cultural vivido entre los siglos IV a. C. y IX en el altiplano de los Andes centrales de Colombia.  Debe su nombre a las investigaciones de Sylvia Broadbent en la Laguna de la Herrera, en Mosquera Cundinamarca
Aun no se han encontrado evidencias, estas son unas recreaciones muy detalladas arqueológicas de la Cultura o Período Herrera en numerosos lugares del Altiplano Cundiboyacense, entre otros en Madrid, Sopó, Soacha, Usme, Iza,  Gámeza, Parque Arqueológico de Facatativá, Moniquirá (El Infiernito), Chía, Chita, Chiscas, Soatá, Jericó, Sativasur, Covarachía, Sativanorte y El Cocuy. También se han hallado relacionados en excavaciones arqueológicas en el Tolima y Santander, como signo de un desarrollo paralelo de diversos pueblos.
El sitio en Soacha es uno de los hallazgos más importantes del Período Herrera, que data del 400 a. C. en adelante, hasta la época de los Muisca. En el sitio se han encontrado en Soacha los restos de 2200 personas individuales, 274 vasijas completas de cerámica, herramientas de piedra, semillas de algodón, maíz, frijol y curuba, 634 husos fragmentados.
La Cultura Herrera fue antecedida por los períodos precerámico, arcaico y formativo. Corresponde aproximadamente con los períodos conocidos como intermedio temprano y horizonte medio de las civilizaciones andinas. Regionalmente fue seguida por la cultura Muisca.
El periodo Herrera es característico por su alfarera con decoración de incisiones unguladas y en forma de puntos, motivos monocromáticos, diseños tipo “mocasín” y algunos motivos zoomorfos (serpientes), decorando recipientes pequeños y de supuesto uso ceremonial. Sin duda que se trataba de una sociedad con una agricultura bien desarrollada.
En el plano político hubo una aglomeración de aldeas en torno a los terrenos más fértiles sin que se denote una primacía política de una aldea sobre otra ni tampoco una alta diferenciación social interna. Otra característica fue la evolución de la economía desde una agricultura de subsistencia en el Herrera temprano (siglos IV a I a. C.) a una producción de excedentes, que daría paso a sociedades más complejas en el Herrera tardío (desde el siglo V hasta el siglo IX). En los asentamiento de la Sabana de Bogotá se observan cambios abruptos entre el periodo Herrera Temprano y el Herrera Tardío. El cambio más notorio es un gran aumento demográfico en el Herrera Tardío lo cual sugiere cambios en las dinámicas sociales y políticas en la región. Aparecen centros de población grandes, una tendencia a la centralización y en general la distribución de la población sugiere que se formaba una jerarquía social. La tendencia a la centralización se extendió al periodo Muisca.